# カナキヌマブ
カナキヌマブ（Canakinumab）は、インターロイキン-1βを標的とするヒトモノクローナル抗体である。IL-1β以外のインターロイキン-1群（インターロイキン-1α等）には作用しない。商品名イラリス皮下注用150mg(ノバルティス製造販売)。開発コードACZ885。
カナキヌマブはクリオピリン関連周期熱症候群（CAPS）の治療に用いられる。米国で2009年6月に、欧州で2009年10月に、日本で2011年9月に承認された。CAPSは自己免疫疾患の一種で、家族性寒冷アレルギー、マックル・ウェルズ症候群、新生児期発症多臓器系炎症性疾患等が含まれる。

## 効能・効果
日本で承認されている効能・効果は、
- 家族性寒冷自己炎症症候群
- マックル・ウェルズ症候群
- 新生児期発症多臓器系炎症性疾患
- 既存治療で効果不十分な家族性地中海熱(FMF)[9]
- TNF受容体関連周期性症候群[9]
- 高IgD症候群（メバロン酸キナーゼ欠損症）[9]

である。

## 禁忌
重篤な感染症や活動性結核の患者には禁忌とされている。

## 副作用
日本国内と海外での治験を合計すると、42.6%の患者に副作用が見られ、主な副作用は、鼻咽頭炎、口内炎、気管支炎、頭痛、体重増加、眩暈等であった。
重大な副作用には、重篤な感染症（敗血症、日和見感染症（アスペルギルス症、非定型抗酸菌症、帯状疱疹等）等）と好中球減少が明記されている。感染症は時に致命的な転帰を辿る。

## その他の開発
カナキヌマブを関節リウマチの治療に用いる臨床試験が実施されていたが、2009年10月に完了した。その他にも、慢性閉塞性肺疾患や痛風、虚血性心疾患の治療に関する第I相臨床試験が実施されている。さらに、統合失調症治療への応用が試験中である。痛風治療の臨床試験の結果は低用量ステロイドよりも良好であるが、コストは5千倍以上掛かる。